# Michael Weller (Kickboxer)
Michael Weller (* 8. Juni 1990 in Schwäbisch Gmünd) ist ein deutscher Thai-/Kickboxer. Er wurde 2011 Deutscher Meister im Thai / Kickboxen in der Klasse B bis 75 Kilogramm.

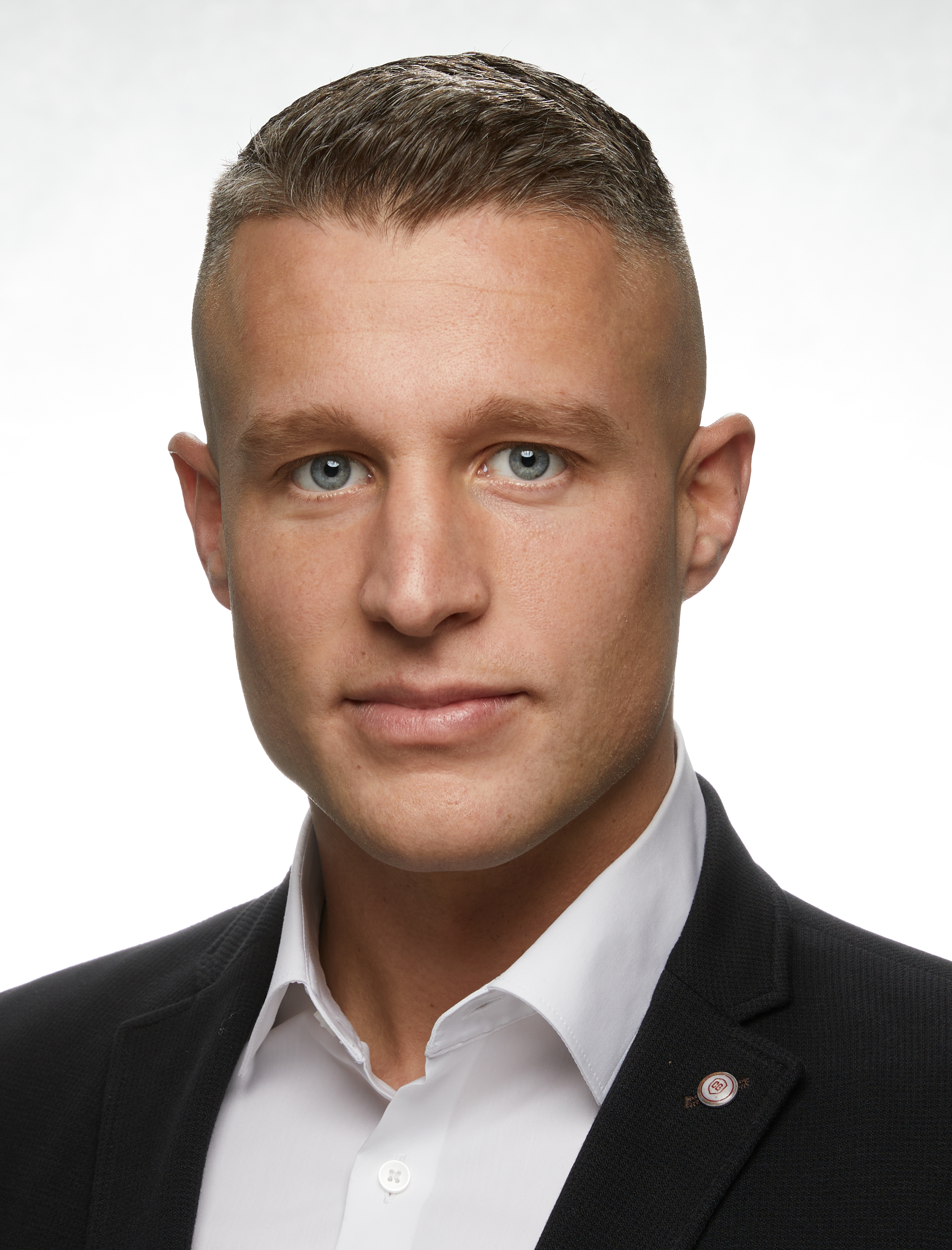
Michael Weller, 2022

## Leben
Im Alter von 11 Jahren begann Michael Weller mit dem Kampfsporttraining – damals Taekwondo. Mit 15 Jahren stieg er aufs Thai- / Kickboxen um und nahm national sowie international an Wettkämpfen teil. Michael Weller wurde im Jahr 2011 Deutscher Meister bei der ISKA-Deutschen-Meisterschaft im Kickboxen-Vollkontakt in der Klasse B bis 75 Kilogramm.
Nach seinem Rückzug aus dem aktiven Wettkampfsport ist Michael Weller kommunalpolitisch in seiner Heimatstadt Göppingen in Baden-Württemberg aktiv. Er wurde im Mai 2019 für die Alternative für Deutschland zum Stadt- und Kreisrat in Göppingen gewählt und übernahm im Jahr 2021 den Fraktionsvorsitz der AfD-Gemeinderatsfraktion und wurde im Jahr 2024 Fraktionsvorsitzender der AfD-Kreistagsfraktion Göppingen.